# Nash the Slash

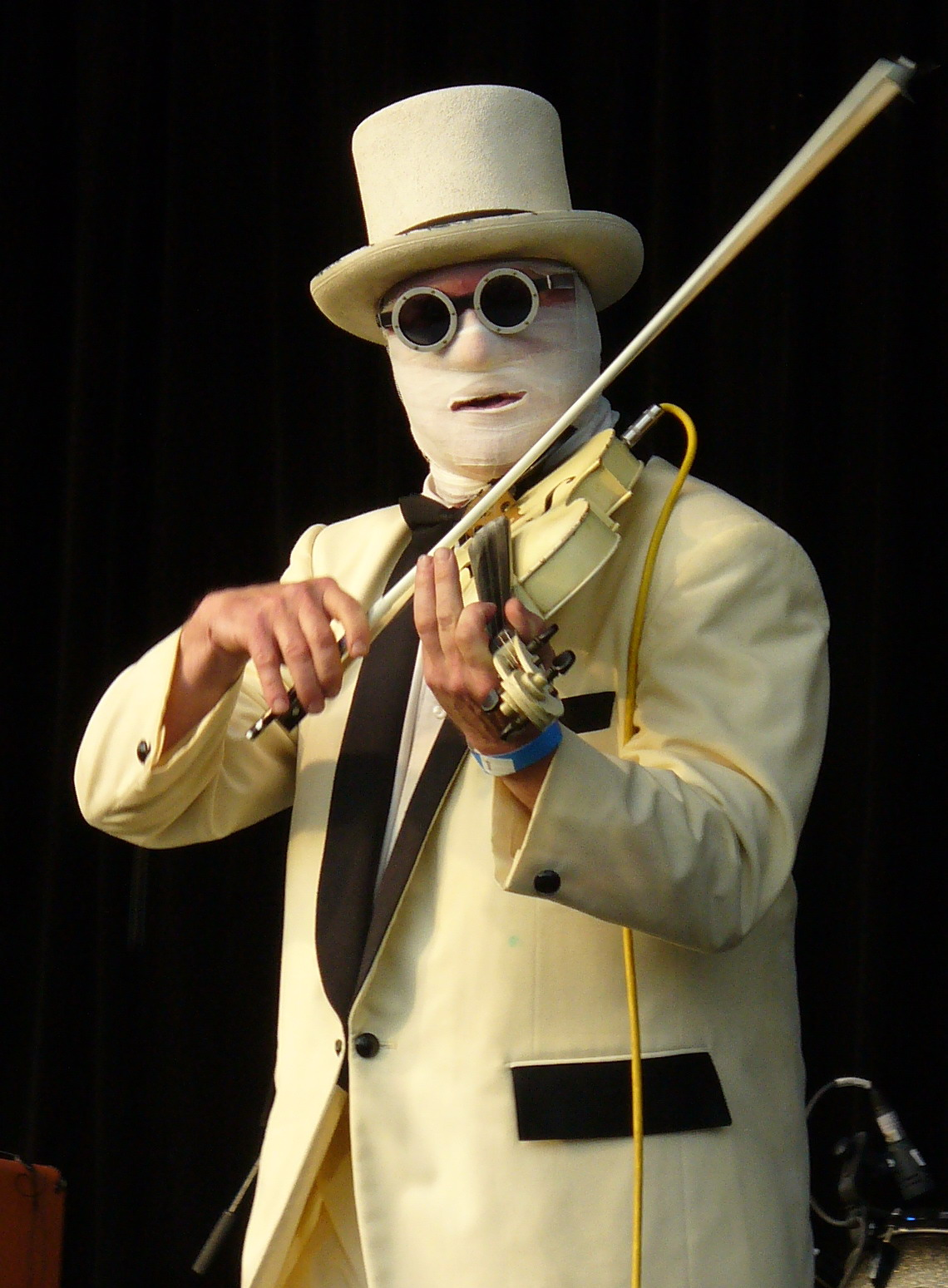
Nash the Slash.

Jeff Plewman (26 de marzo de 1948 - 10 o 11 de mayo de 2014), más conocido por su nombre artístico Nash the Slash, fue un músico canadiense. Fue multinstrumentista, principalmente conocido por interpretar el violín y la mandolina eléctrica. También podría tocar la armónica, teclados, glockenspiel y otros instrumentos (a veces descritos como "dispositivos" en notas del álbum).
Nash trabajó como artista en solitario a partir de 1975 y posteriormente fundó el grupo de rock progresivo de FM en 1976. Poco después de lanzar el primer álbum de la banda, en 1977, Black Noise abandonó la banda. Hacia 1978 reanudó su carrera en solitario (no fue hasta después de la salida de Nash que el álbum ha sido ampliamente promovido. Finalmente se colocó primero en las listas y recibió un disco de oro). Se reincorporó a FM entre los años 1983 a 1996, concurrentemente con su trabajo en solitario. 
La música de Nash cubre una gama ecléctica, que van desde la música instrumental-adaptación al entorno, hasta el rock y la música pop con voces. Además de dar conciertos, compuso e interpretó la música de banda sonora en presentaciones en directo de películas mudas para acompañar la proyección de las películas. También acompañó con su música las presentaciones de las pinturas del pintor surrealista Robert Vanderhorst, una colaboración audiovisual que se llevó a cabo en 1978 y de nuevo en 2004.

## Muerte
El fin de semana del 10 al 11 de mayo de 2014, Nash murió en su casa de Toronto, a los 66 años de edad. Vanderhorst confirmó su muerte a los medios el 12 de mayo.

## Discografía
- Bedside Companion (EP, 1978)
- Dreams & Nightmares (1979, reeditado en CD junto con Bedside Companion como Blind Windows en 1997)
- Hammersmith Holocaust (1980) {EP, en vivo en Londres, a 300 copias hechas}
- Children of the Night (1981, reeditado en CD en 2000 con bonus tracks)
- Decomposing (1981, miniálbum playable at any speed)
- And You Thought You Were Normal (1982, reeditado en CD en 2000 con bonus tracks)
- The Million Year Picnic (1984, compilación)
- American Band-ages (1984, reeditado en CD en 2003 con bonus tracks)
- Highway 61 (1991, banda sonora) - CD
- Thrash (1999) - CD
- Nosferatu (2000, banda sonora) - CD
- Lost in Space (2001, por Nash Slash, Cameron Hawkins y Martin Deller; en realidad un CD por FM, pero evitando el nombre)
- In-A-Gadda-Da-Nash (2008) - CD
- Live in London 2008 (2009) - CD-R
- The Reckless Use Of Electricity (2011, compilación) - CD-R

### Banda sonora de película
Además de los álbumes de bandas sonoras anteriores, Nash ha compuesto las bandas sonoras de varias películas, entre ellas:
- The Kidnapping of the President (1980) - Nash proporciona efectos de sonido electrónicos
- A Trip Around Lake Ontario (1984, cortometraje)
- Roadkill (1989)
- Black Pearls (1991)
- Blood & Donuts (1995)

Aparecen extractos de temas del disco FM Tonight, coescrito por Nash the Slash, en la película Friday the 13th Part VII: The New Blood.

### Apariciones en Película/Video
Nash tiene un cameo en la película de 1989 Roadkill, tocando su propia composición "We Will Be The Leaders". 
También tiene un cameo en el video de Spoons "Tell No Lies" (1984).

### DVD
- Live in London 2008 (2009) - DVD-R

Como 'Two Artists', en colaboración con el artista Robert Vanderhorst:
- View From the Gallery - One, (2004)
- View From the Gallery - Two, (2005)

Nash también dio a conocer algunas actuaciones en directo en vídeos, que están ya fuera de catálogo.